# تراقيا

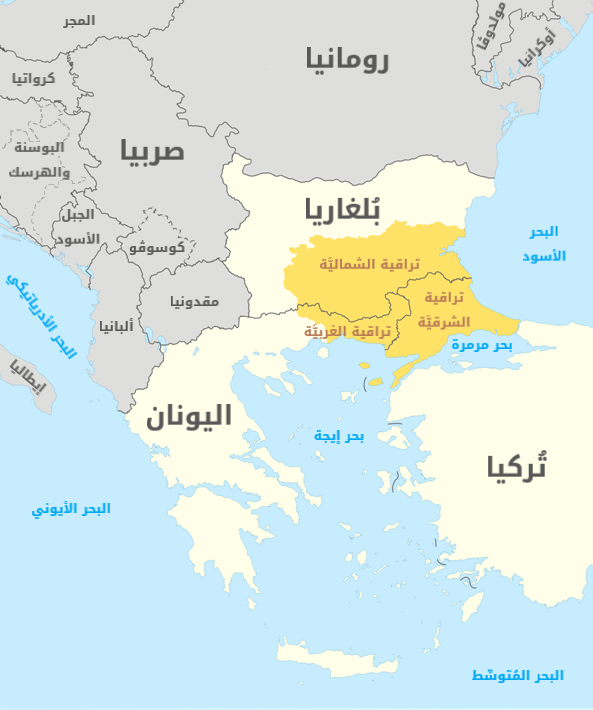
حدود ثراقية ضمن الحدود السياسية لتركيا وبلغاريا واليونان

ثَرَاقِيَّة (بالتركية: تراقیه/Trakya؛ وباليونانية: Θράκη؛ وبالبلغارية: Тракия) منطقة تاريخية وجغرافية في جنوب شرق البلقان تضم شمال شرق اليونان وجنوب بلغاريا وتركيا الأوروبية. تطل ثراقية على ثلاث بحار: البحر الأسود، وبحر إيجة، وبحر مرمرة، وهناك تداخل في حدود ثراقية التاريخية وحدود مقدونية التاريخية. الإقليم مقسم سياسياً بين بلغاريا وتركيا واليونان منذ عام 1923. وثراقية محاطة من الشرق بالبحر الأسود ومضيق البوسفور، ومن الجنوب ببحر مرمرة ومضيق الدردنيل وبحر إيجة، ومن الغرب جبال منطقة صوفيا، ومن الشمال وادي نهر الدانوب، وقد تقلصت مساحة الإقليم في زمن الرومان بتراجع الحدود البرية في الغرب والشمال إلى قمم جبال صوفية وجبال ستارا بلانينا، حيث انطبقت معها الحدود الإدارية على حدود الإقليم الجغرافي الذي تقدر مساحته اليوم بنحو 94,515 كم2 65.7٪ منها في بلغارية و25٪ منها في تركية، وتُعرف بثراقية الشرقية، والباقي يدخل في أراضي اليونان الشمالية الشرقية.

## التاريخ

إقليم ثراقية ضمن الإمبراطورية البيزنطية عام 1045

عاش الثراقيون في قرى صغيرة حياة بسيطة، ويمارسون أعمال الزراعة وبعض الصناعات الأولية، ولم تكن لهم دولة تجمعهم، فكان رجالهم يعملون جنوداً مرتزقة في جيوش جيرانهم. ويعتقد اللغويون أن لغتهم تمت بقرابة إلى اللغة الفرنجية القديمة في آسيا الصغرى. خضعت ثراقية لحكم اليونان القدماء الذين أقاموا عدداً من الموانئ على ساحلي بحر إيجة والبحر الأسود والبوسفور، أهمها ميناء ومدينة إيستين ـ بولو (إسطنبول). بعد سقوط الإمبراطورية اليونانية على يد الرومان أصبح الإقليم جزءاً من الإمبراطورية الرومانية بزعامة «برغامون» عام 197ق.م، كما أنشأ فيها بعض أباطرتهم مدناً مثل مدينة سارديكا (صوفيا اليوم)، ومدينة أدريانوبوليس (أدرنة اليوم)، وقد تحولت ثراقية في العهد اليوناني، وفي العهد الروماني خاصة، إلى منطقة ذات أهمية اقتصادية لازدهار زراعة الحبوب والخضر والفواكة، إضافة إلى تربية الحيوانات، ونشوء الكثير من المحطات التجارية التي صارت مدناً على طريق المواصلات الرئيسية بين آسيا وأوروبا، التي عُرفت بطريق الحرير في عهود لاحقة.
بقي الوضع السكاني في ثراقية من دون تغيرات جوهرية، على تغير الحكام، وظل الثراقيون العنصر المحلي الغالب، إضافة إلى مستوطنين وافدين من يونان ورومان وغيرهما، حتى أواخر عقود ماقبل الميلاد، التي تميزت ولاسيما بدايات القرن الأول الميلادي، بوصول طلائع القبائل السلافية والفيزقوطية إلى الإقليم، التي تلاها تدفق أفواج كثيرة منهم أغرقت السكان الأصليين الثراقيين، حتى حل السلاف محلهم في الخريطة الأثنية واللغوية الثراقية، وتمكنوا في القرن السابع الميلادي من إقامة دولة سلافية في الإقليم هي بلغاريا، التي عاشت صراعاً بين البلغاريين والبيزنطيين الروم دام حتى احتل العثمانيون الأتراك الإقليم وما يجاوره في البلقان في عهد السلطان مراد الأول (1360-1389م)، وأصبح جزءاً من الممتلكات العثمانية في أوروبا التي عُرفت باسم الروملي، وكان أول ولاتها من العثمانيين لالا شاهين، وقد عُرف القسم الأكبر من إقليم ثراقية بولاية الروملي الشرقي بمساحة تقدر بنحو 36,000 كم2، وكانت حاضرتها مدينة فلبة (بلوفديف اليوم)، وكانت تقسم إلى ستة سناجق (محافظات أو ألوية). وبعد حكم دام قرابة خمسة قرون، بدأت ولاية الروملي العثمانية بالتحرر من الحكم العثماني، حين بدأت سناجقها بالانفصال عنها منذ عام 1867، وكانت عاصمتها تنتقل من فلبة إلى صوفية وإلى أدرنة تبعاً للأوضاع العسكرية والسياسية في الصراع العثماني ـ الأوربي حول شبه جزيرة البلقان، ولاسيما الصراع العثماني ـ الروسي، إذ بذلت روسيا جهوداً كبيرة لإقامة دولة «بلغاريا الكبرى» السلافية في شرقي البلقان، لكنها لم توفق في ذلك، وعوضاً عن ذلك أسفرت الحرب العالمية الأولى وهزيمة العثمانيين وحلفائهم فيها عن تجزئة ثراقية وتقسيمها على الدول التي قامت في المنطقة (بلغاريا، اليونان، تركيا) بحسب معاهدات سيفر (1920) ولوزان (1923)، التي ما زالت بنودها سارية المفعول حتى اليوم، وقد نتج من ذلك تغير آخر في الخريطة السكانية الإثنية ـ اللغوية، سببته عمليات تبادل السكان وهجرتهم أو تهجيرهم، فصار سكان القسم البلغاري سلافاً مع أقلية تركية مسلمة مع مسلمين بلغار (بوماق)، وسكان القسم اليوناني يوناناً مع أقلية إسلامية تركية وبوماقية، وسكان القسم التركي أتراكاً مسلمين، ويقدر مجموع سكان إقليم ثراقية في الدول الثلاث بنحو 11.5 مليون نسمة لعام 1997.

## أهم مدن ثراقية

### باليونان
- قولة
- لافارا
- خانثي

### ببلغاريا
- فلبة
- بازارديك
- كزانلاك

### بتركيا
- أدرنة
- الجزء الأوروبي من إسطنبول.